# Chaîne du Comité Exécutif
La chaîne du Comité Exécutif, ou chaîne de l'Executive Committee, est une chaîne de montagnes composée de cinq volcans majeurs, située dans l'Antarctique occidental, dans la terre Marie Byrd. Ils sont répartis sur une distance de 80 km le long du 126e méridien ouest.
Le massif est composé essentiellement de cinq grands volcans (mont Sidley, mont Waesche, mont Hampton, mont Cumming et mont Hartigan avec plusieurs sommets nommés individuellement) et du pic Whitney (en) situé immédiatement au nord-ouest du mont Hampton.
Les montagnes ont été découvertes lors d'un survol le 15 décembre 1940 lors de l'expédition du service antarctique américain (1939-1941) : chaque volcan a été nommé en l'honneur d'un membre du comité exécutif de l'agence antarctique des États-Unis hormis le mont Sidney qui avait été découvert dès 1934 par l'explorateur américain Richard Byrd.
L'activité volcanique qui a provoqué la formation de la chaîne de montagnes s'établit du nord au sud. En conséquence, le sommet le plus au nord, le pic Whitney, est le plus ancien (13,7 millions d'années), tandis que le volcan le plus au sud, le mont Waesche, n'a émergé qu'au cours du dernier million d'années. De nouvelles études indiquent une activité magmatique continue dans le sud souterrain du mont Waesche, ce qui suggère que le volcanisme dans cette région n'a en aucun cas disparu. 